# Ричлендс (Вірджинія)
Ричлендс (англ. Richlands) — місто (англ. town) в США, в окрузі Тейзвелл штату Вірджинія. Населення — 5261 особа (2020).

## Географія
Ричлендс розташований за координатами 37°5′14″ пн. ш. 81°48′29″ зх. д. / 37.08722° пн. ш. 81.80806° зх. д. (37.087300, -81.808184).  За даними Бюро перепису населення США в 2010 році місто мало площу 14,95 км², з яких 14,81 км² — суходіл та 0,14 км² — водойми.

## Демографія
Згідно з переписом 2010 року, у місті мешкали 5823 особи в 2552 домогосподарствах у складі 1632 родин. Густота населення становила 390 осіб/км².  Було 2860 помешкань (191/км²).
Расовий склад населення:
| - 96,8 % — білих - 1,4 % — азіатів - 0,7 % — чорних або афроамериканців - 0,1 % — корінних американців |

До двох чи більше рас належало 0,9 %. Частка іспаномовних становила 0,4 % від усіх жителів.
За віковим діапазоном населення розподілялося таким чином: 21,2 % — особи молодші 18 років, 62,4 % — особи у віці 18—64 років, 16,4 % — особи у віці 65 років та старші. Медіана віку мешканця становила 41,3 року. На 100 осіб жіночої статі у місті припадало 89,9 чоловіків;  на 100 жінок у віці від 18 років та старших — 86,9 чоловіків також старших 18 років.
Середній дохід на одне домашнє господарство  становив 45 676 доларів США (медіана — 32 321), а середній дохід на одну сім'ю — 58 898 доларів (медіана — 45 656). Медіана доходів становила 47 206 доларів для чоловіків та 27 266 доларів для жінок. За межею бідності перебувало 21,9 % осіб, у тому числі 21,0 % дітей у віці до 18 років та 19,3 % осіб у віці 65 років та старших.
Цивільне працевлаштоване населення становило 2113 особи. Основні галузі зайнятості: освіта, охорона здоров'я та соціальна допомога — 22,6 %, сільське господарство, лісництво, риболовля — 14,3 %, роздрібна торгівля — 12,7 %.